# Joaquín Blake y Joyes

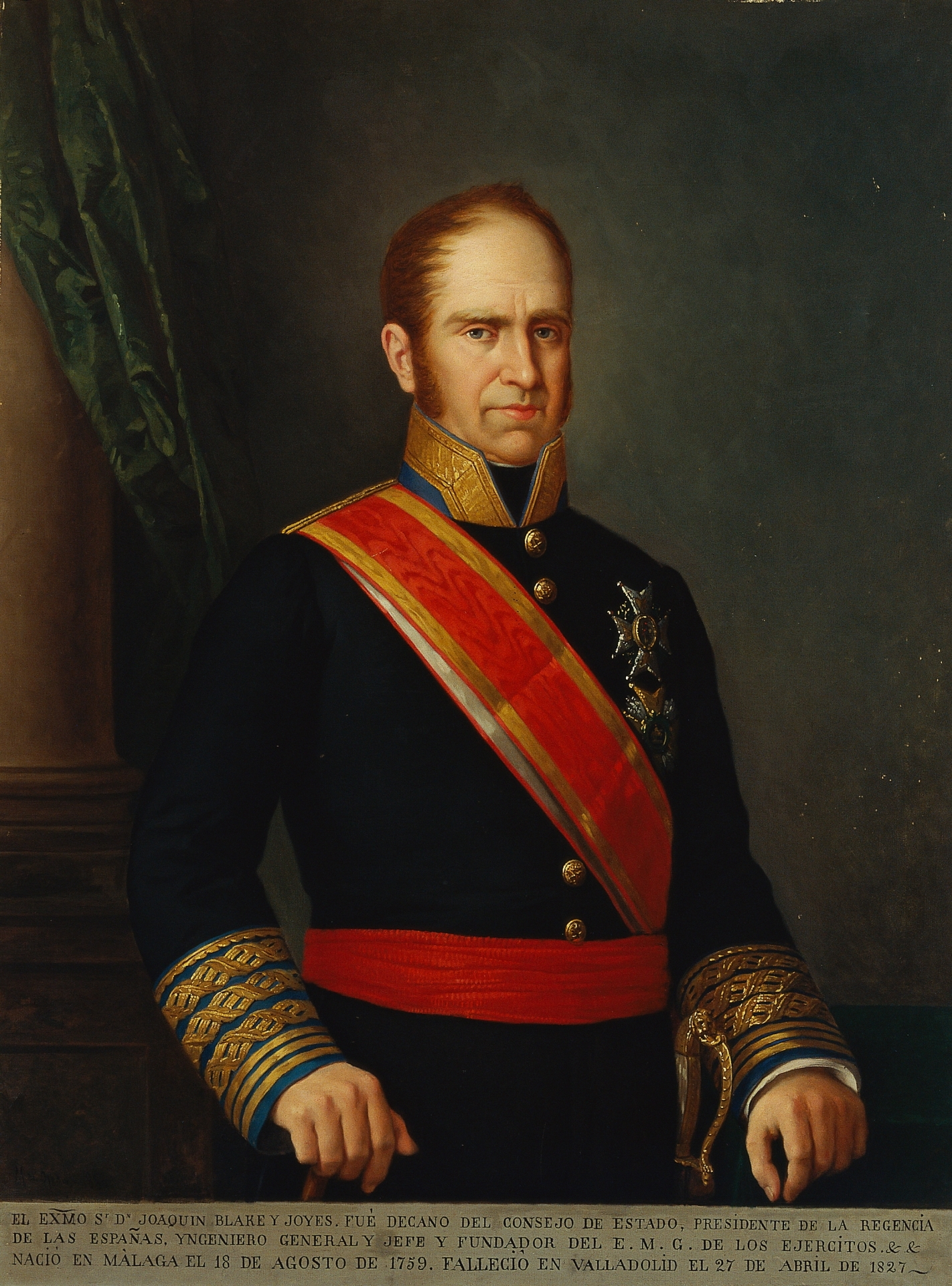
Joaquín Blake y Joyes

Joaquín Blake y Joyes (* 10. August 1759 (nach anderen Quellen 19. August oder 19. September) in Málaga, Spanien; † 27. April 1827 in Valladolid, Spanien) war ein spanischer Offizier und Feldherr, der im Befreiungskrieg gegen Napoleon agierte.

## Leben

### Herkunft und Ausbildung
Blakes Familie stammte väterlicherseits aus Irland, die Vorfahren waren Grafen von Galway und hatten sich Anfang des 18. Jahrhunderts in Spanien niedergelassen. Joaquíns Vater, Agustín Blake y Browne, hatte 1710 die spanischen Bürgerrechte erhalten; seine Mutter, Inés Joyes y Joyes war ebenfalls irischer Abstammung (der Name ist die hispanisierte Form des irischen Namens Joyce), sie selbst war in Madrid zur Welt gekommen. Die Eltern legten großen Wert auf eine gute Ausbildung, so dass Joaquín einen umfassenden Fächerkanon absolvierte.
Im Alter von 15 Jahren begann er seinen Militärdienst an der Kadettenanstalt von El Puerto de Santa María; bald darauf trat er dem amerikanischen Infanterieregiment der königlich spanischen Armee bei. 1775 wurde er zum Unterleutnant befördert und bereits 1777 – im Alter von 18 Jahren – war er für die Kadettenausbildung seines Regiments zuständig.

### Militärkarriere
Als Spanien im Amerikanischen Unabhängigkeitskrieg mit Frankreich gegen England in den Krieg zog, nahm er an der (vergeblichen) Belagerung von Gibraltar (1779–1783) teil und an der Belagerung und Einnahme von Maó auf Menorca. 1782 wurde er zum Leutnant befördert. Nach Ende des Krieges 1783 ging er als Ausbilder an die Kadettenanstalt von El Puerto de Santa María bei Cádiz.
1789 heiratete er Dorotea de Tovar y Pierce.
Seine Beförderung zum Hauptmann erfolgte 1791. Im Ersten Koalitionskrieg gegen das revolutionäre Frankreich nahm er an den Kämpfen im Roussillon teil. Hier befehligte er ab 1793 das Freiwilligenregiment von Kastilien als Sargento Mayor. Bei der Schlacht von San-Lorenzo de la Muga am 19. August 1794 wurde er schwer verwundet und verbrachte mehrere Monate im Spital.
Nach seiner Genesung wurde er 1795 zum Oberstleutnant befördert und dem neuaufgestellten Jägerregiment der Freiwilligen der Krone vorangestellt. Diese Eliteeinheit war aus erfahrenen Soldaten anderer Regimenter zusammengestellt, um dem Vormarsch der Franzosen zu begegnen. Er hatte Erfolg und wurde 1795 zum Oberst erhoben.
Im September 1795 bat er um Entlassung aus dem aktiven Dienst und ließ sich in seiner Heimatstadt Málaga nieder.
1802 nahm er den aktiven Dienst im Range eines Brigadegenerals wieder auf und erhielt den Befehl über die Festung Ferrol in Galicien.

### Feldherr im Befreiungskrieg gegen Napoleon
1807 drang er mit seinen Truppen (und mit französischer Unterstützung) in Portugal ein; als napoleonische Truppen Spanien besetzten, bat er um seine Ablösung.
Als sich die Spanier gegen die vermeintlich frankreichfreundliche Politik Manuel de Godoys erhob („Aufstand von Aranjuez“), tötete die wütende Menge auch den Generalkapitän von Galicien als Franzosenfreund. Umgehend nominierte die Junta von Galicien Blake als Ersatz und betraute ihn mit dem Kommando über alle Teile der galicischen Armee im Kampf gegen die Franzosen. Zugleich erhielt er den Rang eines Generalleutnants (und übersprang somit die Stufe des Marschalls / Divisionsgenerals).
Sein militärischer Auftrag lautete, sich mit den Truppen von General Gregorio García de la Cuesta zu vereinen, aufgrund mangelnder Abstimmung der spanischen Heerführer erlitten die zahlenmäßig überlegenen Spanier in der Schlacht bei Medina del Rio Seco eine herbe Niederlage. Während Cuesta seine Truppen Richtung Benavente (Zamora) führte, zog sich Blake nach Astorga zurück.
Nach der Niederlage bei der Schlacht bei Bailén mussten die Franzosen zum Ebro weichen. Blake verfolgte sie mit seinen Truppen und nahm Santander und die Nordküste Spaniens in Beschlag. Seine Armee bildete den linken Flügel der spanischen Streitmacht mit dem Ziel, die Franzosen aus dem spanischen Baskenland in Richtung Pyrenäen zu vertreiben.
Nachdem er mit seinen Truppen Bilbao eingenommen hatte, erlitten die Spanier bei Zornoza eine Niederlage und mussten zurückweichen. Am 10. November griffen die Franzosen unter Marschall Victor die Spanier bei Espinosa de los Monteros (Burgos) an und schlugen sie vernichtend. Der mühsame Rückzug über bergiges Gelände bei schlechtem Wetter forderte weitere Opfer; als die Armee unter Blake sich im Dezember in Reinosa neu formierte, blieben weniger als 5.000 Mann. Blake wurde seines Befehls enthoben.
Als Oberbefehlshaber sandte man ihn nach Valencia und Murcia. Diese Provinzen hatten vor der Besetzung keine eigenen Milizen unterhalten, so dass Blake den Auftrag erhielt, schnell eine kampffähige Truppe zusammenzustellen und auszubilden. Mit dieser sollte er dem belagerten Saragossa zur Hilfe eilen, was ihm aber nicht gelang. Das Dritte Französische Armeekorps unter Marschall Louis Gabriel Suchet erschien geschwächt, und so suchte Blake die Herausforderung mit Blick auf die Rückgewinnung von Saragossa. Am 23. Mai gelang den Spaniern bei Alcañiz ein Sieg über die Franzosen; Blake verzichtete darauf, den Franzosen nachzustellen, so dass sich diese neu formieren konnten und ihrerseits den Spaniern bei Belchite am 18. Juni 1809 eine Niederlage zufügten. Blakes Armee zog sich zurück; dieses Mal gelang es ihm, seine Kräfte zu erhalten.
Blake versuchte darauf die Belagerung Geronas aufzuheben, welche seit Juni von den Franzosen umschlossen war. Mehrere Entsetzungsversuche scheiterten, Gerona ergab sich nach siebenmonatiger Belagerung am 11. Dezember 1809 den Franzosen. Blakes Armee zog daraufhin südwärts Richtung Valencia, da alle Festungen in Katalonien und Aragón an die Franzosen gefallen waren.
Anfang 1810 formierte Blake seine Truppen neu und arbeitete an einem Vorschlag, in Spaniens Armee einen Generalstab einzurichten. Die Niederlagen gegen die Franzosen waren zu einem guten Teil auf die schlechte Abstimmung und Organisation der spanischen Truppenteile zurückzuführen gewesen. Er stellte seinen Vorschlag im Mai dem Regierungsrat vor und fand Zustimmung. Er selbst wurde von den Cortes von Cádiz gemeinsam mit Pedro Agar y Bustillo und Gabriel Ciscar y Ciscar zum Regenten des spanischen Königreiches ernannt (Segunda Regencia).
Inzwischen war die militärische Lage der Spanier prekär geworden: Die Regierungsorgane mussten sich nach Cádiz zurückziehen, das von den Franzosen belagert wurde.
Eine Expeditionsarmee sollte Entlastung bringen. Unter Führung von Blake vereinte sich das neuaufgestellte Heer mit der Armee der Extremadura unter General Francisco Javier Castaños und der britischen Armee in Portugal unter General William Carr Beresford. Erneut kam es zu Unklarheiten über die Kompetenzen zwischen den Heerführern; dennoch gelang es der vereinten Streitmacht, die Franzosen unter Führung von Nicolas Jean-de-Dieu Soult im Mai 1811 in der Schlacht bei La Albuera zu schlagen. Während Beresford und Castaños die Franzosen verfolgten, sollte Blake sich Richtung Sevilla wenden. Er belagerte die Festung Niebla und zog dann nach Cádiz.
Der Regierungsrat dort ernannte ihn zum Generalkapitän von Katalonien, Murcia, Valencia und Aragón. Blake erhielt den Befehl, Valencia vor dem vorrückenden Marschall Suchet zu schützen. Er erreichte mit seiner Expeditionsarmee die Stadt am 12. Juli 1811. Allerdings war nur ein geringer Teil seiner 30.000 Mann angemessen ausgerüstet und ausgebildet. Zudem schwächten Krankheiten die Kampfkraft seiner Truppen.
Suchet begann am 23. September mit der Belagerung von Sagunt. Die Spanier griffen am 25. Oktober in der Schlacht bei Murviedro an, wurden aber zurückgeschlagen. Im Gegensatz zu Blake erhielt Suchet Verstärkungen für seine Reihen. Am 26. Dezember gelang es Suchet, die Spanier bei Valencia vollständig einzukesseln. Ein Ausbruchsversuch am 28. Dezember scheiterte. Blake hoffte auf Unterstützung, die aber ausblieb. Am 10. Januar 1812 ergab er sich den Franzosen.

### Späte Jahre
Wie andere hochrangige spanische Politiker und Militärs wurde er auf Schloss Vincennes interniert. Mit dem Vertrag von Valençay, der auch die Rückkehr König Ferdinands nach Spanien besiegelte, wurde er 1814 wieder freigelassen.
Er erhielt das Großkreuz des Ferdinandsordens und den Orden des heiligen Hermenegild. 1815 ernannte ihn der König zum Generalinspekteur des Ingenieurkorps der spanischen Armee. Dieses Amt hatte er bis 1819 inne.
Die Führer der liberalen Revolution von 1820 ernannten ihn zum Vorsitzenden des Staatsrates. 1823 war er kurzzeitig Mitglied der Junta de Defensa.
Als Ferdinand VII. 1823 zum Absolutismus zurückkehrte, verlor er sein Amt, wurde gefangen genommen und gefoltert. Er durfte sich nicht mehr als 30 Meilen der Küste Málagas nähern und zog sich ins Privatleben nach Valladolid zurück. Im März 1827 wurde er rehabilitiert, wenige Wochen vor seinem Tod im April 1827.